# Metropolregion Memphis
| Metropolregion Memphis                     | Metropolregion Memphis         |
| ------------------------------------------ | ------------------------------ |
| Geografische Einordnung der Metropolregion |                                |
| Fläche:                                    | 11.846,6 km²                   |
| Einwohner:                                 | 1.337.779 (2020)               |
| Bevölkerungsdichte:                        | 112,9 pro km²                  |
| Countys in Tennessee:                      | Shelby, Tipton, Fayette        |
| Countys in Mississippi:                    | DeSoto, Marshall, Tate, Tunica |
| Countys in Arkansas:                       | Crittenden                     |

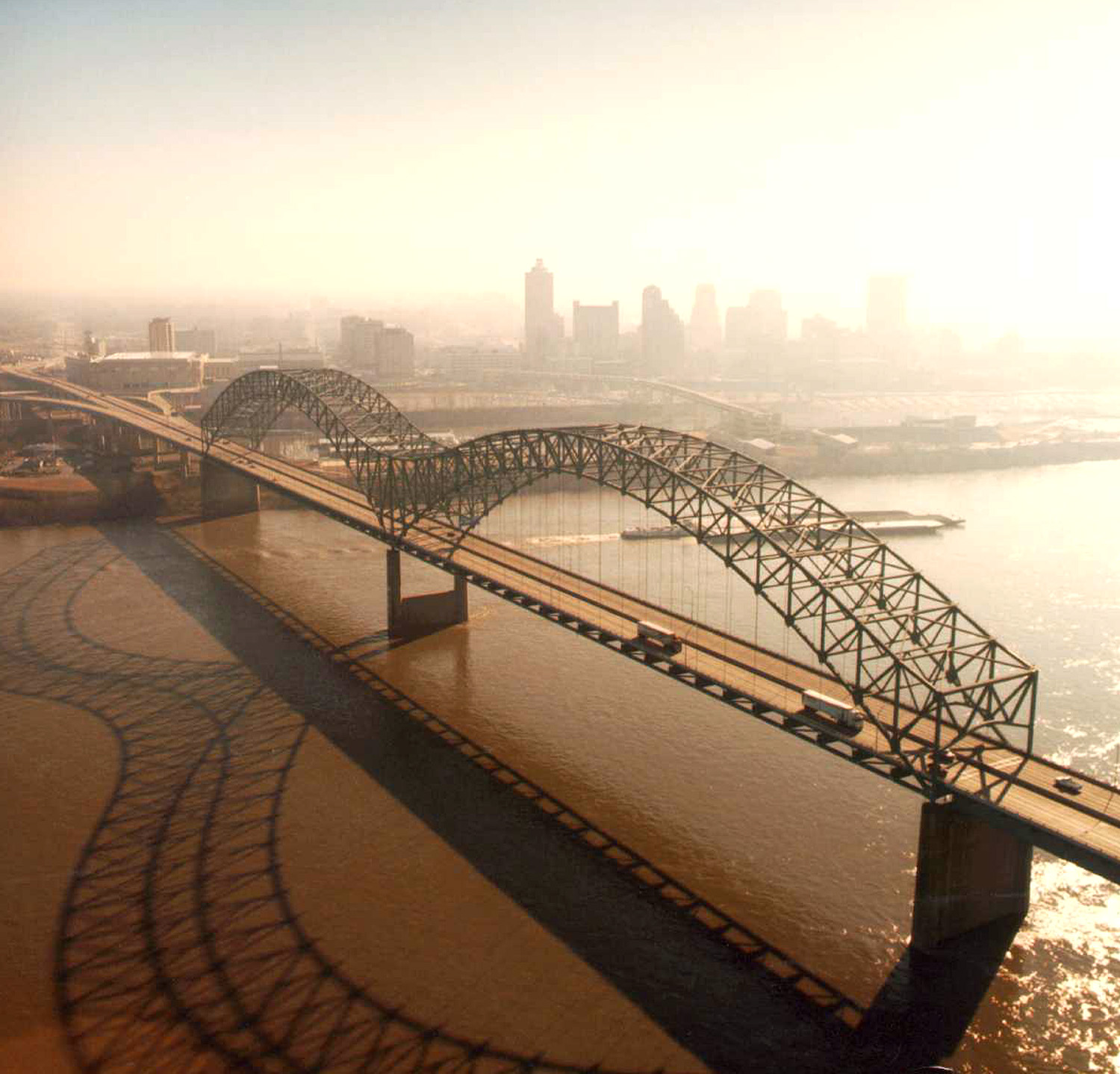
Die Hernando de Soto Bridge über den Mississippi bei Memphis

Die Metropolregion Memphis erstreckt sich über acht Countys an der Nahtstelle der US-amerikanischen Bundesstaaten Tennessee, Mississippi und Arkansas mit dem Zentrum Memphis. Die Metropolregion ist die zweitgrößte in Tennessee und belegt landesweit Platz 41.
Das Ballungsgebiet wird vom Office of Management and Budget zu statistischen Zwecken als Memphis, TN-MS-AR Metropolitan Statistical Area geführt.
Die Einwohnerzahl der Metropolregion Memphis stieg kontinuierlich von 1.205.204 Einwohnern im Jahre 2000 über 1.316.100 im Jahre 2010 auf bis zu 1.337.779 im Jahre 2020 an.

## Countys
| 1 2 3 4 5 6 7 8 TN – Tennessee 1 – Shelby County 2 – Tipton County 3 – Fayette County MS – Mississippi 4 – DeSoto County 5 – Marshall County 6 – Tate County 7 – Tunica County AR – Arkansas 8 – Crittenden C. | Die Region besteht aus acht Countys im Umland der Stadt Memphis, die sich beiderseits des Mississippi über die drei Bundesstaaten Tennessee, Mississippi und Arkansas verteilen. |

| County                 | Einwohner (Zensus 2000) | Einwohner (Zensus 2010) | Änderung | Fläche in km² | Einwohner pro km² |
| ---------------------- | ----------------------- | ----------------------- | -------- | ------------- | ----------------- |
| Shelby County (TN)     | 897.472                 | 927.644                 | 3,4 %    | 1.954,2       | 474,7             |
| DeSoto County (MS)     | 107.199                 | 161.252                 | 50,4 %   | 1.237,7       | 130,3             |
| Tipton County (TN)     | 51.271                  | 61.081                  | 19,1 %   | 1.189,8       | 51,3              |
| Crittenden County (AR) | 50.866                  | 50.902                  | 0,1 %    | 1.580,3       | 32,2              |
| Fayette County (TN)    | 28.806                  | 38.413                  | 33,4 %   | 1.824,6       | 21,1              |
| Marshall County (MS)   | 34.993                  | 37.144                  | 6,1 %    | 1.829,4       | 20,3              |
| Tate County (MS)       | 25.370                  | 28.886                  | 13,9 %   | 1.047,6       | 27,6              |
| Tunica County (MS)     | 9.227                   | 10.778                  | 16,8 %   | 1.178,0       | 9,1               |
| Metropolregion Memphis | 1.205.204               | 1.316.100               | 9,2 %    | 11.841,6      | 111,1             |

## Kommunen

### Kernstadt
- Memphis (TN)

### Ortschaften mit 25.000 bis 50.000 Einwohnern
| - Bartlett (TN) - Collierville (TN) | - Germantown (TN) - Olive Branch (MS) | - Southaven (MS) - West Memphis (AR) |

### Ortschaften mit 5.000 bis 25.000 Einwohnern
| - Covington (TN) - Hernando (MS) - Holly Springs (MS) | - Horn Lake (MS) - Lakeland (TN) - Marion (AR) | - Millington (TN) - Senatobia (MS) |

## Bevölkerung
Bei der offiziellen Volkszählung im Jahre 2000 wurde eine Einwohnerzahl von 1.205.204 ermittelt. Diese verteilten sich auf 448.473 Haushalte in 312.422 Familien. 
Die Bevölkerung bestand im Jahre 2000 aus 52,9 Prozent Weißen, 43,5 Prozent Afroamerikanern, 0,2 Prozent Indianern, 1,3 Prozent Asiaten und 1,2 Prozent anderen. 1,0 Prozent gaben an, von mindestens zwei dieser Gruppen abzustammen. 2,4 Prozent der Bevölkerung bestand aus Hispanics, die verschiedenen der genannten Gruppen angehörten.
Das mittlere Einkommen pro Haushalt betrug 35.988 US-Dollar (USD), das mittlere Familieneinkommen 41.130 USD. Das mittlere Einkommen der Männer lag bei 32.830 USD, das der Frauen bei 22.970 USD. Das Pro-Kopf-Einkommen belief sich auf 16.729 USD. 